# Burkittsville
Burkittsville es un pueblo ubicado en el condado de Frederick en el estado estadounidense de Maryland. En el año 2020 tenía una población de 142 habitantes.

## Demografía
Según la Oficina del Censo en 2000 los ingresos medios por hogar en la localidad eran de $72.188 y los ingresos medios por familia eran $76.875. Los hombres tenían unos ingresos medios de $62.917 frente a los $38.750 para las mujeres. La renta per cápita para la localidad era de $38.758. Alrededor del 1,6% de la población estaba por debajo del umbral de pobreza.

## En la cultura popular
Burkittsville está situada en el emplazamiento de la ficticia villa de Blair a que se refiere la película El proyecto de la bruja de Blair y su secuela. En un bosque cercano a este pequeño pueblo donde cuenta la leyenda de  Elly Kedward, la Bruja de Blair, en la que, de acuerdo con la leyenda, tres estudiantes de cine (Heather Donahue, Joshua Leonard y Michael Williams) desaparecieron misteriosamente tras intentar hacer un proyecto sobre la Bruja de Blair.